# Together (Golden Earring)
Together è un album in studio del gruppo musicale olandese Golden Earring, pubblicato nel 1972 dalla Polydor.

## Tracce
1. "All Day Watcher" - 4:49
2. "Avalanche of Love" - 4:14
3. "Cruisin' Southern Germany - 3:00
4. "Brother Wind" - 7:54
5. "Buddy Joe" - 3:48
6. "Jangalene" - 5:08
7. "From Heaven to Hell" - 6:04
8. "Thousand Feet Below You" – 4:11

## Formazione

### Gruppo
- George Kooymans – voce, chitarra
- Rinus Gerritsen – tastiere, basso
- Barry Hay – flauto, chitarra, voce
- Cesar Zuiderwijk – batteria